# John Porter East

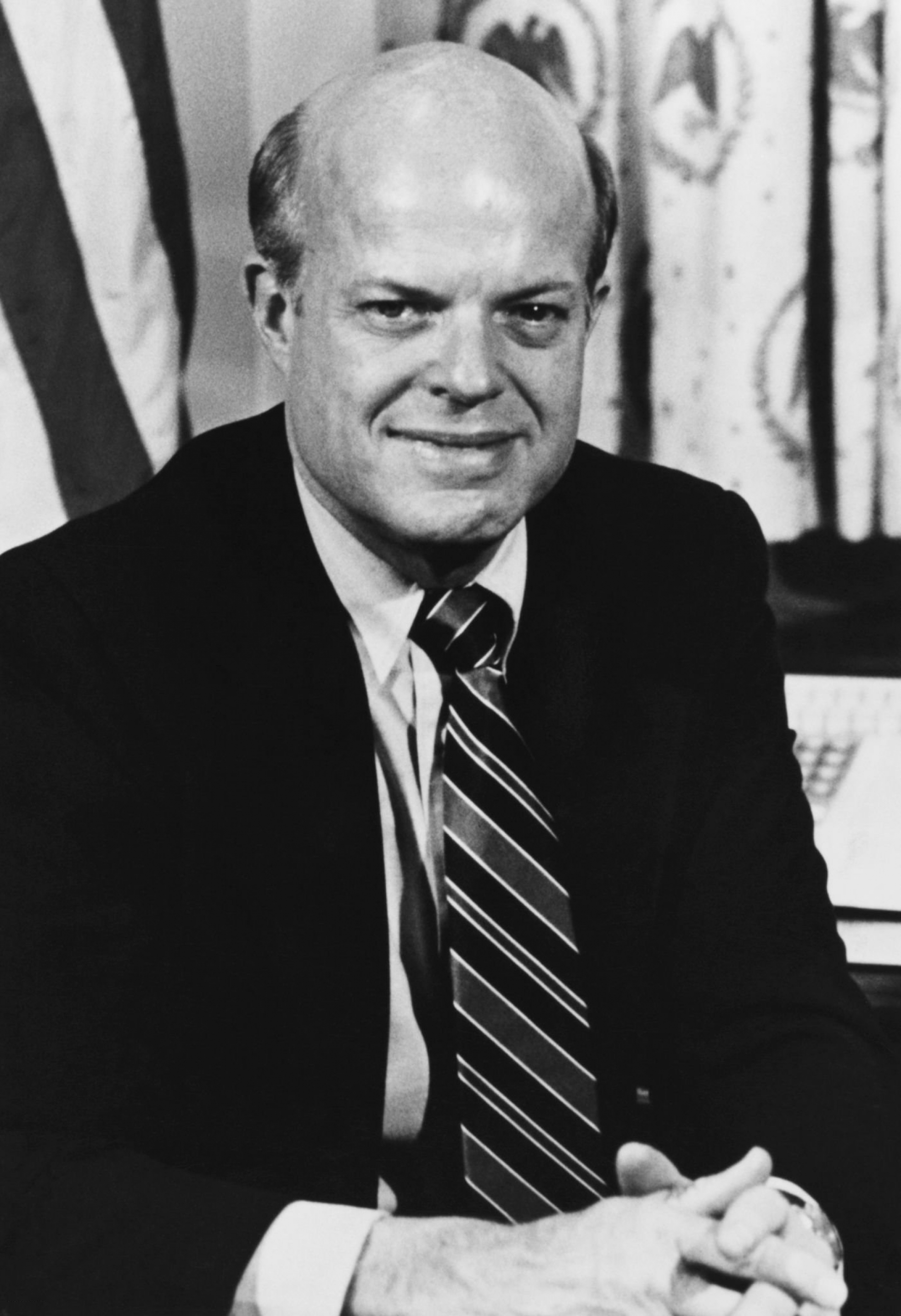
John Porter East

John Porter East, född 5 maj 1931 i Springfield, Illinois, död 29 juni 1986 i Greenville, North Carolina, var en amerikansk republikansk politiker. Han representerade delstaten North Carolina i USA:s senat 1981–1986.
East utexaminerades 1953 från Earlham College. Han tjänstgjorde 1953–1955 i USA:s marinkår. Han avlade 1959 juristexamen vid University of Illinois. Han studerade sedan vidare vid University of Florida. Han tjänstgjorde som professor i statsvetenskap vid East Carolina University.
East besegrade den sittande senatorn Robert Burren Morgan i senatsvalet 1980. Han tillträdde som senator i januari 1981. Han profilerade sig som abortmotståndare.
East begick självmord år 1986 och efterträddes som senator av Jim Broyhill. East gravsattes på Arlingtonkyrkogården.